# Liste d'écoles de cinéma et d'animation
 (février 2024).
 (septembre 2024).
Voici une liste non exhaustive d'écoles de cinéma d'animation[Quoi ?].(Cette liste comporte 135 écoles)

## Liste d'écoles

### Algérie
- L'Institut National Spécialisé de la Formation en Arts et Industries Graphique (INSFP AIG) Khalil Zyat, à 19 juin Blida Algérie.
- Institut National Spécialisé en Arts et Industries Graphiques (INSIAG), à Bir Mourad Raïs, Alger.

### Allemagne
- La Filmakademie Baden-Württemberg, à Ludwigsburg.
- La KHM (KunstHochschule für Medien), à Cologne.
- Animation-School-Hamburg
- Deutsche Film-und-FernsehAkademie, à Berlin
- Fannhochschule, à Mannheim
- Fernseh Akademie MittelDeutschland, à Halle
- GesamtHochScule, à Cassel
- HFF, à Potsdam-Babelsberg
- Hochschule, à Munich
- IFS, à Cologne
- SAE Institute, à Munich
- The German Film School, à Eistal

### Argentine
- Image Campus, davinci, Buenos Aires.

### Belgique
- CGItrainer
- ANIMATION 3D à Mons
- Métiers d'Art
- HELHa Bachelier "Animation 3D et Effets Spéciaux".
- Institut Saint François
- La Cambre, à Bruxelles.
- Le C.A.D - College of Advertising & Design à Bruxelles.
- L'ERG, à Bruxelles.
- L'HEFF - la haute Ecole Francisco Ferrer, à Bruxelles.
- Institut des arts de diffusion, à Louvain-la-Neuve.
- HEAJ, à Namur.
- L'institut DonBosco, à Tournai. (1 an)
- Écoles supérieures des arts Saint-Luc, à Tournai.
- L'EPSE; à Enghien, Institut supérieur de promotion sociale en Infographie, Compositing, Scénario, Film, Vidéo. Niveau Bachelier
- L'ISSA
- Zone 51
- HEPL - INPRES, à Seraing

### Canada
- Capilano University, Vancouver, 2 ans
- Campus ADN, Animation 3D orientée jeux vidéo, AEC (11 mois)
- CAMPUS PIVAUT, Montréal, Mise à niveau dessin narratif (9 mois), Animation 2D (18 mois), Concept art
- Cégep de Matane, Animation 3D et synthèse d'images (3 ans)
- Cégep de Bois-de-Boulogne, Animation 3D et synthèse d'images (3 ans)
- Cégep du Vieux Montréal, [2D] ou 3D 3 ans
- Cégep Édouard-Montpetit (Longueuil), Technique d'intégration multimédia DEC-BAC (5 ans)
- Cégep Saint-Jérôme (Saint-Jérôme), Technique d'intégration multimédia DEC-BAC (5 ans)
- Collège Bart (Québec), Animation 3D et synthèse d'images (3 ans)
- Cégep Limoilou (Québec), Animation 3D et synthèse d'images (3 ans)
- Centre NAD Centre National d'Animation & Design, Formations en 3D Diplôme universitaire, 2 sections Cinéma et Jeux vidéo
- Collège O'Sullivan de Québec, Animation 3D et synthèse d'images (3 ans)
- Collège Inter-Dec, Montréal, AEC en Animation 3D et Jeux vidéo, 1 an
- Desgraff à Sherbrooke et Longueuil, Arts numériques 2D et 3D pour jeux vidéo et programmation de jeux. Formations intensives d'une durée d'un an.
- Emily Carr, Vancouver, Bachelor (animation) 4 ansBASA (Bacc. en Art et Science de l'Animation), Université Laval de Québec : 2D, 3D, Stop Motion, Effets Visuels, Matte Painting(décors virtuel), design de personnage, Scénarisation: Diplôme universitaire de 3 ans et certificat.
- ESMA Montréal (École Supérieure des Métiers Artistiques Montréal) AEC 24 mois
- Isart Digital, école d'animation 3D pour les jeux et le cinéma d'animation (Montréal) 2 à 3 ans
- Université Laval (Québec), Baccalauréat en art et sciences de l'animation, diplôme universitaire (3 ans)
- Université Concordia, École de cinéma Mel-Hoppenheim, Montréal, Québec: 2D, 3D, Stop Motion, scénarisation, études cinématographiques; Diplôme universitaire de 3 ans
- Sheridan College, School of visual and creative Art, Bachelor (animation) 4 ans

### Costa Rica
- Universidad Veritas

### Danemark
- The animation workshop, Viborg

### France
- 3Axes Institut - Modélisation 3D et animation, jeux vidéo, interactivité, utilisation de capteurs, programmation, robotique. Tourcoing, Rennes
- 3iS Arts Numériques - Institut International de l'Image et du Son, Cinéma d'Animation, Jeux vidéo, Design Interactif. Paris
- NEW 3DGE art school, Cinéma d'Animation "Animation & VFX", Jeux vidéo "Game Art", Web "Web Art".Paris.
- ARIES, École Supérieure d'Infographie 2D&3D, Aix-en-Provence, Annecy, Chalon-sur-Saône, Grenoble, Lyon, Toulouse.
- ARTFX School of Digital Arts - 3D & Effets spéciaux, cinéma d'animation 2D, animation de personnages 3D, jeu vidéo et programmation à Montpellier, Lille et Paris
- Arts et Technologies de l'Image, université Paris 8, Saint-Denis.
- L'Atelier, école de dessin, cinéma d'animation 2D, illustration, bande dessinée à Angoulême.
- Creative Seeds, école alternative des métiers du cinéma d'animation et des effets spéciaux, Rennes.
- Dwarf Academy, Montpellier
- [EPIIC, l'École professionnelle de l'image interactive et créative, Montpellier (film d'animation, Game Art, Gameplay Programming, Technical Artist, Web)
- e-artsup, l'école de la passion créative à Paris, Lille, Lyon Nantes, Bordeaux, Toulouse, Montpellier, Strasbourg et Tours
- E-tribArt, Ecole 3D en ligne
- ICAT, institut du cinéma, animation et technologie de l'image LOS ANGELES
- École Bellecour, Lyon
- École Émile-Cohl, Lyon et Angoulême
- École des Nouvelles Images, Avignon
- École française d'audiovisuel (EFA) : formation aux métiers du son, de l'image, du multimédia et de l'internet.
- EICAR.
- EIMAJIN École internationale des métiers de l'animation et du jeu interactif numérique.
- EMC, Ecole supérieure des métiers du cinéma, du son et de la création 2D-3D à Malakoff
- EMCA Angoulême.
- EMCAM.
- École Multimédia, Paris.
- École nationale supérieure des arts décoratifs (ENSAD), Paris.
- École Georges-Méliès, à Orly.
- ESAIG Estienne DMA Cinéma d'animation.
- École Pivaut Arts appliqués et dessin narratif Nantes, Rennes, Toulouse, Montréal.
- École supérieure des arts numériques (Vocation graphique - ESAN), Paris.
- École supérieure de design, d'art graphique et d'architecture intérieure (ESAG Penninghen), Paris.
- École supérieure du cinéma d'animation de René Borg (ESCA)
- ESAAT, Roubaix, DMA Cinéma d'animation.
- ESCIN, Laval, BTS Communication, Licence 3D.
- ESIA 3D, École supérieure d'infographie et Animation 3D, Lyon.
- Objectif 3D - École des Arts Numériques : Cinéma d'animation 3D & VFX, Jeux Vidéo et Programmation , Montpellier, Angoulême et France
- ESMA, Montpellier, Toulouse, Nantes, Lyon.
- ESMI, Bordeaux
- ESRA, Sup'Infograph, Rennes, Paris, Nice.
- CRÉAPOLE Animation 2D, Animation 3D, Jeux vidéo, Paris.
- ECV -  École de Communication Visuelle - Paris, Bordeaux, Lille
- Gobelins, «l'école de l'image», Paris.
- GraphiCréatis, Nantes
- ICAN, l'Institut de création et animation numériques, Paris
- IEFM 3D, Montpellier, Perols : École d'animation et infographie 3D/2D, jeux vidéo, web.
- ISPRA (Institut supérieur de production et réalisation audiovisuelle), Toulouse (Ramonville St Agnes)
- INSTITUT ARTLINE, L'École en ligne de la création numérique, Paris
- Institut d'enseignement et de formation multimédia IEFM'3D : école supérieure d’infographie 2D et 3D, animation 3D, jeux vidéo, web, VFX à Montpellier.
- Institut de l'Internet et du Multimédia (axe 3D), Paris.
- Institut Sainte Geneviève, DMA Cinéma d'Animation, Paris.
- Isart Digital, cinéma d'animation, jeu vidéo, web. Diplôme bac+4 Paris.
- ITECOM ARTDESIGN, game design, cinéma d'animation, jeu vidéo, effets spéciaux Paris
- ILOI, La Réunion.
- ISIS, filière Animation VFX, Effets Spéciaux, 3D, Cinéma d'Animation, Jeux vidéo, Motion Design. Paris.
- La Poudrière, formation supérieure à la réalisation de films d'animation à destination de français et étrangers qui ont déjà une pratique de l'animation et souhaitent se spécialiser dans la réalisation, Valence.
- Lisaa Animation 2D, Animation 3D, Jeux vidéo, Paris.
- Les Ateliers de l'Image et du Son, école supérieure de l'audiovisuel et des arts numériques, à Marseille.
- MJM Graphic Design, Réalisation 3D - Jeux vidéo, Paris, Bordeaux, Lille, Nantes, Rennes, Strasbourg. Titre Certifié RNCP niveau II
- MOPA, Motion Picture in Arles.
- Objectif 3D : école supérieure de cinéma d'animation et jeu vidéo, Montpellier.
- École Pivaut, École du cinéma d'animation, technique privée d'arts appliqués, Nantes, Rennes
- Groupe PÔLE 3D, École d'Animation 2D/3D, Effets Spéciaux & Jeux vidéo. Diplômes BAC+3 et BAC+5 Roubaix Eurotéléport et Roubaix Plaine Images.
- Supinfocom Rubika, Valenciennes, Pune.
- Studio-M Montpellier, Lyon, Toulouse.
- Studio Mercier Paris.
- VFX-Workshop l'école des effets spéciaux numériques, Paris.
- Waide Somme, département image animée de l'école supérieure d'art et de design, Amiens.
- Idem formation, Perpignan.
- Lycée Marie-Curie, DMA, cinéma d'animation, Marseille.
- Lycée René-Descartes, DMA, cinéma d'animation, Cournon-d'Auvergne.

### Hongrie
- Moholy-Nagy University of Art and Design (Moholy-Nagy Művészeti Egyetem - MOME), Budapest

### Irlande
- Irish School of Animation, Dublin

### Liban
- Académie libanaise des beaux-arts (ALBA).

### Luxembourg
- Lycée Technique des Arts & Métiers, LTAM, Luxembourg.

### Mexique
- Institut de technologie et d'études supérieures de Monterrey. 10 campus dispensent la formation en animation et art numérique.

### Norvège
- Idefagskolen, Nøtterøy.

### Suède
- Sörängens Folkhögskola, Nässjö.

### Suisse
- Ceruleum, Lausanne.
- Haute École de Lucerne, Lucerne.

### Tunisie
- ISBAT - Institut supérieur des beaux-arts , Tunis . publique.
- SP3D SCHOOL, Tunis. privé.
- NET-INFO - ECOLE D'ART ET DE TECHNOLOGIE 3D&2D, Nabeul. privé.
- ISAMM - Institut Supérieur des Arts Multimédias de la Manouba, Tunis. publique.
- ESAD - École supérieure d'audiovisuel et de design, Tunis. privé.